# 740
Évszázadok: 7. század – 8. század – 9. század
Évtizedek: 690-es évek – 700-as évek – 710-es évek – 720-as évek – 730-as évek – 740-es évek – 750-es évek – 760-as évek – 770-es évek – 780-as évek – 790-es évek
Évek: 735 – 736 – 737 – 738 –  739 – 740 – 741 – 742 – 743 – 744 – 745

## Események

### Bizánci Birodalom
- Az arabok, ahogyan minden évben, most is Kis-Ázsiát fosztogatják. A kalifa fia, Szulejmán különösen nagy (állítólag 90 ezer fős) sereggel tör be a birodalom területére. A fősereg hiába ostromolja Tüanát, miközben egy 10 ezres kontingens a partvidéket, egy 20 ezres pedig Akroinon vidékét dúlja fel. III. León császár és fia, V. Kónsztantinosz lecsap az utóbbira és az akroinoni csatában az arab sereg kétharmadát elpusztítják, vezérükkel, Abdalláh al-Battallal együtt.
- Földrengés okoz súlyos károkat Konstantinápolyban és mintegy ezer áldozatot követel.

### Európa
II. Trasimund elűzött spoletói herceg pápai segítséggel visszaszerzi hercegségét, a Liutprand király által a helyére ültetett Hildericet pedig megöli. Mivel azonban nem hajlandó visszaadni III. Gergelynek az általa korábban elfoglalt pápai városokat, szövetségük megszűnik. 
- Eadberht nortumbriai király a piktek ellen vonul. Távollétét kihasználva a merciai Æthelbald feldúlja országát és kifosztja Yorkot.
- Meghal Æthelheard wessexi király. Utóda fivére (vagy távolabbi rokona), Cuthred.
- Alfonz asztúriai király kihasználja, hogy a berber felkelés miatt a muszlim erőket kivonják al-Andaluszból és Galíciában terjeszkedik; Lugo és Tui városai csatlakoznak hozzá.

### Omajjád Kalifátus
- Észak-Afrikában Habib ibn Abi Ubajda al-Fihrí nagy flottát gyűjt össze és végigfosztogatja Dél-Itália, Görögország és Dél-Franciaország partvidékét. Szicíliában megostromolja és adófizetésre kényszeríti Siracusát.
- A magas adók miatt elégedetlen marokkói berberek, kihasználva al-Fihrí csapatkivonásait, Majszara al-Matgarí vezetésével fellázadnak. Elfoglalják Tangert, majd egész Nyugat-Marokkót, sőt a felkelés al-Andaluszba is átterjed. A háridzsita Majszara kalifává kiáltja ki magát.
- Ubajd Allah ibn al-Habhab ifríkijai kormányzó sietve visszahívja a sereget Szicíliáról és a felkelők ellen küldi őket. Tanger közelében megfutamítják a létszámfölényben levő berbereket, akik visszahúzódnak a városba, majd leváltják és kivégzik Majszarát. Helyét Hálid ibn Hamid al-Zanati, a zenata törzs vezetője veszi át.
- Zajd ibn Ali síita imám felkelést szervez Kúfában, de a kormányzó tudomást szerez róla, a nagymecsetbe zárja híveit, akik közül sokan elpártolnak tőle. Zajd elesik a túlerővel szemben vívott összecsapásban. Hívei megszervezik a síita iszlám zajdita irányzatát.

### Ázsia
- A kazár kagán, hangsúlyozva függetlenségét a bizánciaktól és az araboktól is, áttér az izraelita vallásra (hozzávetőleges időpont).

### Japán
- Fudzsivara no Hirocugu, aki elégedetlen a feketehimlő-járvány és az aszályok kezelésével, fellázad a császári kormányzat ellen, de felkelését még ebben az évben leverik.
- Sómu császár Heidzsó-kjóból Kuni-kjóba költözteti a császári udvart.

## Születések
- Aurelio, asztúriai király
- Másáalláh ibn Atarí, arab asztrológus, matematikus

## Halálozások
- Abdalláh al-Battal, arab hadvezér
- Æthelheard, wessexi király
- Hilderic, spoletói herceg
- Majszara al-Matgarí, berber felkelő
- Meng Hao-zsan, kínai költő
- Zajd ibn Ali, síita imám

## Fordítás
- Ez a szócikk részben vagy egészben  a(z)   740 című angol Wikipédia-szócikk ezen változatának fordításán alapul.  Az eredeti cikk szerkesztőit annak laptörténete sorolja fel. Ez a jelzés csupán a megfogalmazás eredetét és a szerzői jogokat jelzi, nem szolgál a cikkben szereplő információk forrásmegjelöléseként.